# حسن بوخماس
حسن عيد بوخماس (20 مارس 1956

) رجل أعمال وسياسي بحريني.

## السيرة
ولد بوخماس في مدينة المحرق في 20 مارس 1956. حصل على الثانوية التجارية عام 1967 وبكالوريوس إدارة أعمال من بريطانيا عام 1980 ودبلوم عالي في الاقتصاد من جامعة أكستر عام 1981 ودبلوم كمبيوتر من معهد أبتك عام 2000.
اتجه إلى القطاع الخاص حيث يتولى رئاسة الشئون المالية والإدارية في مجموعة بوخماس من عام 2009.
في انتخابات مجلس النواب لعام 2002 ترشح عن جمعية المنبر الوطني الإسلامي حيث فاز بمقعد الدائرة الخامسة في محافظة العاصمة بعدما جمع 742 صوت ما نسبته 73.61%. وفي انتخابات عام 2006 خسر مقعد الدائرة بعدما جمع 595 صوت ما نسبته 21.96% بفارق 831 صوت عن مرشح جمعية الوفاق الوطني الإسلامية محمد مزعل. وفي انتخابات عام 2010 خسر مقعد الدائرة مجددا من مزعل بعدما جمع 812 صوت ما نسبته 32.80% بفارق 855 صوت. وفي انتخابات عام 2014 خسر مقعد الدائرة الرابعة في محافظة العاصمة بعدما جمع 678 صوت ما نسبته 16.28%.